# Lepidosperma ensiforme
Lepidosperma ensiforme là loài thực vật có hoa trong họ Cói. Loài này được (Rodway) D.I.Morris mô tả khoa học đầu tiên năm 1994.